# Showmance (Glee)
"Showmance" (tạm dịch: "Buổi diễn quyến rũ") là tập phim thứ hai của sê-ri phim truyền hình Mỹ, Glee. Tập phim được trình chiếu trên kênh Fox vào ngày 9 tháng 9 năm 2009 và được viết bởi người đồng sáng lập sê-ri, Ryan Murphy, Brad Falchuk, Ian Brennan và được đạo diễn bởi Murphy. Tập phim xoay quanh việc đội hát muốn tìm kiếm những thành viên mới bằng việc trình diễn ca khúc "Push It", một bài hát mang nội dung về tình dục, trên sân khấu của trường cũng như khai thác về mối tình tay ba giữa Rachel (Lea Michele), Finn (Cory Monteith) và Quinn (Dianna Agron) và Emma (Jayma Mays), Will (Matthew Morrison) và Terri (Jessalyn Gilsig). Ngoài ra, nhân vật Sue Sylvester (Jane Lynch) cũng bắt đầu lập ra kế hoạch chống đối câu lạc bộ New Directions.
Tập phim gồm sáu bản cover (trình diễn lại) nhưng chỉ có ba bản thu được phát hành dưới dạng đĩa đơn kỹ thuật số. Ba ca khúc này đồng thời cũng xuất hiện trong album nhạc phim Glee: The Music, Volume 1. "Showmance" đồng thời cũng giới thiệu dàn diễn viên phụ định kỳ gồm Jennifer Aspen, Kenneth Choi, và Heather Morris, cùng nhân vật khách mời Valorie Hubbard.
Tập phim đã thu hút 7.3 triệu khán giả tại Mỹ, trở thành kịch bản phim nhận được tiếp nhận cao nhất của kênh Fox trong suốt ba năm. Màn trình diễn ca khúc "Gold Digger" của Kanye West nhận được những đánh giá tích cực từ những nhà phê bình, Jarett Wieselman từ The New York Post và Tim Stack từ Entertainment Weekly đồng thời cũng khen ngợi tập phim này hay hơn tập phim đầu tiên của Glee. Dù vậy, Brian Lowry từ Variety, lại nhận xét "Showmance" một cách tiêu cực, cho rằng chương trình chỉ là một one-hit wonder, trong khi đó, Robert Lloyd của tờ Los Angeles Times lại lưu ý về sự yếu ớt của những nhân vật người lớn.

## Nội dung
Sue Sylvester, huấn luyện viên của đội cổ vũ nổi tiếng nhất quốc gia tại trường trung học William McKinley đã thông báo cho người chỉ đạo đội hát, Will Schuester, rằng câu lạc bộ của anh phải có ít nhất 12 thành viên để có thể thi đấu tại giải Khu vực. Will đã quyết định rằng nhóm New Directions sẽ trình diễn tại sân khấu của trường với hi vọng sẽ tìm kiếm được thêm thành viên mới. Cả nhóm hát thực chất phải chọn ca khúc "Le Freak" của Chic—theo lựa chọn của Will—nhưng để phù hợp hơn, anh đã khuyên cả đội tập hát ca khúc "Gold Digger" của Kanye West. Rachel vì có cảm tình với Finn nên cô đã tham gia hội người độc thân, nơi mà anh cùng bạn gái của mình, đội trưởng của Cheerios, Quinn Fabray tham gia. Rachel sau đó đã sớm nhận ra rằng câu lạc bộ này thực chất là nơi để mọi người gần gũi với nhau về mặt vật chất nhưng không sử dụng bất cứ hoạt động tình dục nào. Quinn và những thành viên khác của đội cổ vũ đã cố tình chơi khăm Rachel, nhưng cô đã đứng lên tự bảo vệ cho mình và làm Finn thán phục. Rachel đồng thời cũng khuyên những thành viên của đội hát rằng họ nên bí mật thay đổi màn trình diễn của mình thành ca khúc "Push It" của Salt-n-Pepa để mang đến thứ mà khán giả muốn, "tình dục". Ca khúc được đông đảo học sinh ủng hộ, nhưng lại bị Thầy hiệu trưởng Figgins (Iqbal Theba) phàn nàn và biên soạn một danh sách gồm những ca khúc được phê duyệt trước mà nhóm New Directions phải lựa chọn trong tương lai. Will sau đó đã rất giận dữ bởi hành động của Rachel, và khi Quinn, Santana (Naya Rivera) và Brittany (Heather Morris) đến thử giọng cho câu lạc bộ với phiên bản tongue-in-cheek của ca khúc "I Say a Little Prayer", anh đã đưa phần hát solo của Rachel trong "Don't Stop Believin'" cho Quinn. Sue sau đó đã kêu gọi Quinn giúp đỡ cô trong việc phá hoại dần nhóm hát từ bên trong.
Tại nhà, Will bị người vợ của mình, Terri, hối thúc rằng anh nên kiếm một việc thứ hai để họ có thể chuyển sang nhà mới trước khi đứa trẻ ra đời. Anh sau đó đã làm lao công của trường sau giờ làm việc cũng như chia sẻ một khoảnh khắc lãng mạn với giáo viên tâm lý Emma. Huấn luyện viên bóng bầu dục Ken Tanaka (Patrick Gallagher) đã quan sát họ và cảnh báo Emma rằng cô không nên trở thành người thứ ba của Will. Khi Will hẹn gặp cô sau khi giờ tan trường, Emma đã từ chối vì cô đã đồng ý lời mời hẹn hò của Ken. Terri sau đó đã phát hiện ra rằng cô mắc chứng cuồng loạn mang thai và nói dối với Will rằng họ có một cậu con trai. Cô cho rằng anh nên nghỉ làm lao công và dọn dẹp phòng sách của cô thành phòng chăm sóc em bé để họ không cần phải chuyển nhà.
Sau buổi tập luyện đặc biệt, Finn và Rachel đã hôn nhau, dù vậy, Finn lại quá hào hứng nên anh đã xuất tinh sớm. Vì quá xấu hổ, anh đã rời bỏ, nói với cô rằng họ nên quên đi vụ việc này và trở lại với Quinn. Tập phim kết thúc với ca khúc "Take a Bow" của Rihanna, trình bày bởi Rachel và hai thành viên của nhóm hát, Mercedes (Amber Riley) và Tina (Jenna Ushkowitz) với tư cách là ca sĩ hát bè.

## Sản xuất
Buổi công chiếu đầu tiên của "Showmance" đã được tổ chức vào tháng 7 năm 2009 tại buổi họp mặt Glee ở San Diego Comic-Con International. Scott Collins từ Los Angeles Times viết rằng buổi họp rất sôi nổi và cho rằng khán giả rất "nhiệt tình". Những nhận vật phụ định kỳ xuất hiện trong tập này gồm Gallagher trong vai huấn luyện viên bóng bầu dục Ken Tanaka, Iqbal Theba trong vai Thầy hiệu trưởng Figgins, Jennifer Aspen trong vai chị gái của Terri Kendra Giardi, Romy Rosemont trong vai mẹ của Finn Carole Hudson, Ken Choi trong vai bác sĩ Wu thuộc Sản khoa và phụ khoa, và Rivera cùng Morris trong vai hai thành viên mới của đội hát là Santana Lopez và Brittany Pierce. Valorie Hubbard thì xuất hiện với tư cách là một nhân vật khách mời thủ vai Peggy.
Năm 2011, tại buổi họp Glee ở Comic-Con, ê-kíp cho rằng họ đã viết một cảnh quay cho tập phim này gồm sự xuất hiện của hai người cha của Rachel, nhưng lại bị cắt ra khỏi kịch bản khi hai diễn viên đã được chọn và thông báo lịch quay.

## Âm nhạc
Tập phim gồm bản cover (trình diễn lại) của "Gold Digger" trình bày bởi Kanye West, "Push It" của Salt-n-Pepa, "Take a Bow" của Rihanna, "I Say a Little Prayer" của Dionne Warwick, "Le Freak" của Chic, và "All by Myself" của Eric Carmen. Bản thu của "Gold Digger", "Take a Bow" và "Push It" được phát hành dưới dạng đĩa đơn kỹ thuật số. Trong đó, "Gold Digger" nằm tại vị trí 59 ở Úc, "Take a Bow" leo vị trí 39 ở Úc, 73 tại Canada và 46 ở Mỹ, còn "Push It" thì xuất hiện ở vị trí 60 tại Úc. Dù vậy, chỉ có "Gold Digger" và "Take a Bow" xuất hiện trong album nhạc phim Glee: The Music, Volume 1, còn ca khúc "I Say a Little Prayer" thì được xuất hiện trong đĩa tặng kèm của phiên bản từ iTunes. "Take a Bow" đã được cung cấp để sử dụng trong tập phim này cùng số tiền bản quyền được giảm giá, điều khiến Murphy phải ngạc nhiên, vì anh đã từng nghĩ rằng anh không thể có bản quyền được sử dụng ca khúc này. Anh chia sẻ: "Thường thì những nghệ sĩ có đĩa đơn quán quân, nếu họ có đưa ca khúc cho bạn, thì họ vẫn đòi hàng trăm ngàn đô la, theo kinh nghiệm của tôi. Nhưng Rihanna lại đưa chúng tôi một giá rất rẻ. Đây chính là điều tuyệt vời và đáng bất ngờ nhất về kinh nghiệm này, những nghệ sĩ đó được cả ê-kíp làm phim chúng tôi rất ngưỡng mộ và khâm phục vì họ đã tìm hiểu và ủng hộ chương trình."

## Tiếp nhận
"Showmance" thu hút 7.3 triệu khán giả tại Mỹ, giúp Glee trở thành chương trình có nhiều người xem nhất của buổi tối sau America's Got Talent của đài NBC. Tập phim đã nhận được 3.5/9 đánh giá/chia sẻ trong nhân khẩu học 18-49, và trở thành kịch bản phim xuất sắc nhất của kênh Fox trong vòng ba năm. Dù vậy, Scott Collins từ Los Angeles Times nhấn mạnh rằng những kênh truyền hình lớn khác đều phát sóng bài phát biểu của Tổng thống Barack Obama, kéo theo những khán giả khác của bộ phim. Hơn nữa, mùa phim thu đã chính thức bắt đầu, điều này sẽ khiến Glee chống chọi yếu ớt hơn trong việc giành lấy số khán giả, có lẽ sẽ ảnh hưởng đến những tập còn lại của mùa phim. "Showmance" vẫn tiếp tục trở thành chương trình được xem nhiều nhất thứ 3 ở Canada trong tuần phát sóng với 1.77 triệu khán giả. Tại Anh, tập phim thu hút hơn hẳn tập phim đầu tiên rất nhiều với 1.45 triệu người xem (1.22 triệu người trên kênh E4 và 227,000 triệu người theo thời gian phát sóng), trở thành chương trình thu hút nhất của kênh E4 và trên truyền hình cáp trong tuần.